# Carrick Roads
Carrick Roads (korn. Dowr Karrek) – zatoka w Anglii, położona na południowym wybrzeżu Kornwalii, niedaleko Falmouth o pochodzeniu riasowym. Zasila ją rzeka Fal. Jest żeglowna od Falmouth do Truro. Zatokę przecina prom łańcuchowy King Harry Ferry. Naturalny port, jaki tworzy zatoka, uważany jest za jeden z najdłuższych tego typu na świecie. Portem zarządza Falmouth Harbour Commissioners, powołana przez parlament brytyjski w roku 1870. Na wschodnim wejściu do zatoki zbudowano w 1835 roku latarnię morską St Anthony.

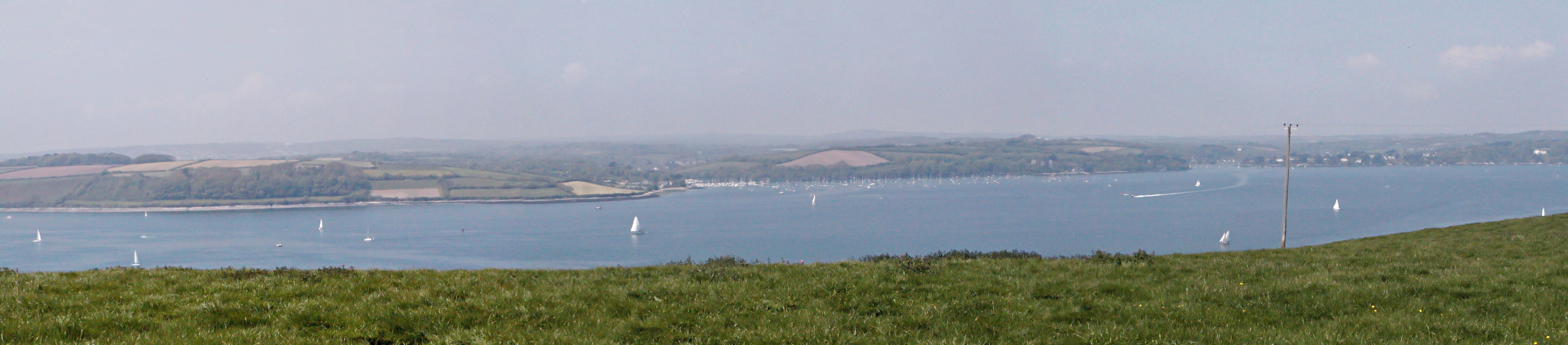
Panorama Carrick Roads